# 交趾郡
交趾郡（こうし-ぐん/こうち-ぐん・交阯郡、ベトナム語: Giao Chỉ）は、前漢から唐にかけて置かれた中国の郡の名称。
現在のベトナム北部紅河中下流域地域を指し、後にこの地域が独立した後もこの地域及びその地の諸政権を交趾・交阯（こうし/こうち）と呼称し、日本などにおいても用いられた。

## 概説
古くはこの地方の住民の足が大変大きく、真っ直ぐに立つと左右両足の指（趾）が交差するからだとされて来たが、全く根拠が無く、その地名の由来は不詳である。その呼称が登場する最古の記録は秦がこの地域に進出して以後である。
前漢の武帝が南越を征服して置いた9つの郡の一つであり、当初は𨏩𨻻・安定・苟屚・麊泠・曲昜・北帯・稽徐・西于・龍編・朱䳒の10県により構成されていた。郡治についてははっきりしない。『晋書』、『元和郡県図志』は龍編県とし、『水経注』引『交州外域記』は麊泠県とし、『大越史記全書』、『大越地輿全編』引『漢書』師古注は𨏩𨻻県とする。その後の歴代政権に継承され、後漢末期から呉初期にかけては交州に属して士燮が群雄の一人として割拠した。その後、行政区分の変更によって県の数に変動が生じたが、隋の時代に交趾郡の郡治（郡の役所の所在地）として交趾県が設置された。その後唐の初期に行政区分の改革に伴い、交州が交趾郡の領域に縮小・統合されて以後、交州と称した。交州のもとでも唐の末期に移転されるまで交趾県に交州の州治が置かれていた。
名古屋コーチンなど、鶏の品種名に使われるコーチンはこの地名に由来するとされる。
コーチシナ（英: cochinchina, cochin china）と表記されることもある。